# Giddapura, Challakere
Giddapura là một làng thuộc tehsil Challakere, huyện Chitradurga, bang Karnataka, Ấn Độ.